# Antoine-Frédéric Gresnick
Antoine-Frédéric Gresnick (* 2. März 1755 in Lüttich; † 16. Oktober 1799 in Paris) war ein Komponist der Klassik.

## Leben
Gresnicks erste musikalische Ausbildung erfolgte an der Lambertuskathedrale Lüttich, bevor ihm das Domkapitel weitere Studien am „Lütticher Collège Darcis“ in Rom ermöglichte. Danach hielt er sich in Neapel auf, wo er bis 1779 am Conservatorio di Sant’Onofrio studierte, in dieser Zeit komponierte er 1772 die Sinfonia con violini, strumenti di fiato, viola obligata e basso op.1. Zu Beginn des Jahres 1780 weilte Gresnick in Florenz, wo seine Oper L’Ortalano di sprito am Teatro dei Risoluti aufgeführt wurde. 1785 und 1786 weilte er in Begleitung der damals berühmten Sängerin Gertrud Mara in London, wo seine Oper Alceste mit großem Erfolg aufgenommen wurde. Von 1787 bis 1789 war er Leiter des Orchesters am „Grand Théatre“ in Lyon. 1794 ließ er sich in Paris nieder, wo 15 seiner komischen Opern aufgeführt wurden. Bedingt durch die Revolutionswirren und der Schließung des  Théâtre Louvois im Jahr 1797, blieben die erhofften Erfolge seiner Stücke aus. 
Seine komischen Opern entsprechen dem Stil des ebenfalls aus Lüttich gebürtigen André Grétry. Obschon Gresnick anfänglich eine Ausbildung im kirchlichen Umfeld erhielt, konnte er sich mit seinen opéra comiques am besten verwirklichen.

## Werke (Auswahl)
- Duos für zwei Celli
- Sinfonia con violini, strumenti di fiato, viola obligata e basso op. 1 1772
- Konzert für Cembalo und Orchester, 1782
- Konzert für Fagott und Orchester, 1797
- Konzertante Sinfonie für Klarinette, Fagott und Orchester, 1797
- Hymnus Decora lux

Opern
- Alceste, London 1786 King’s Theatre am Haymarket, Oper
- L’amour de Cythère exilé, 1793, Oper